# 孔索拉雄迈索内特
孔索拉雄迈索内特（法語：Consolation-Maisonnettes，法語發音：[kɔ̃sɔlasjɔ̃ mɛzɔnɛt]）是法国杜省的一个市镇，位于该省东南部，属于蓬塔利耶区。

## 地理
孔索拉雄迈索内特（47°9'27"N, 6°36'21"E）面积4.31 平方千米，位于法国勃艮第-弗朗什-孔泰大區杜省，该省份为法国东部内陆省份，北起上索恩省，西接汝拉省，东部及东南部与瑞士接壤，东北部与贝尔福地区省接壤。
与孔索拉雄迈索内特接壤的市镇（或旧市镇、城区）包括：蒙德拉瓦勒。

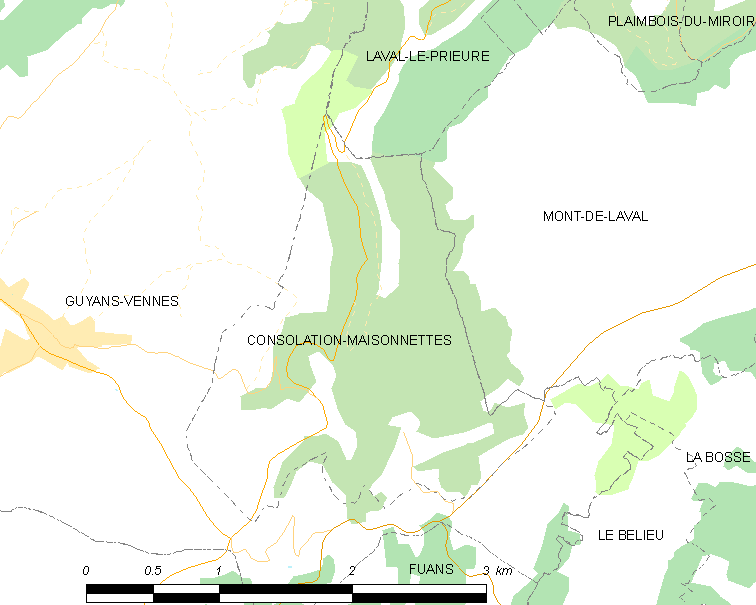
孔索拉雄迈索内特的OSM定位图

孔索拉雄迈索内特的时区为UTC+01:00、UTC+02:00（夏令时）。

## 行政
孔索拉雄迈索内特的邮政编码为25390，INSEE市镇编码为25161。

## 政治
孔索拉雄迈索内特所属的省级选区为瓦尔达翁县。

## 人口

1962-2008年间孔索拉雄迈索内特人口变化图示

孔索拉雄迈索内特于2022年1月1日时的人口数量为24人。